# Chevrolet Silverado
Chevrolet Silverado – samochód osobowy typu pickup klasy wyższej produkowany pod amerykańską marką Chevrolet od 1998 roku. Od 2018 roku produkowana jest czwarta generacja modelu.

## Pierwsza generacja

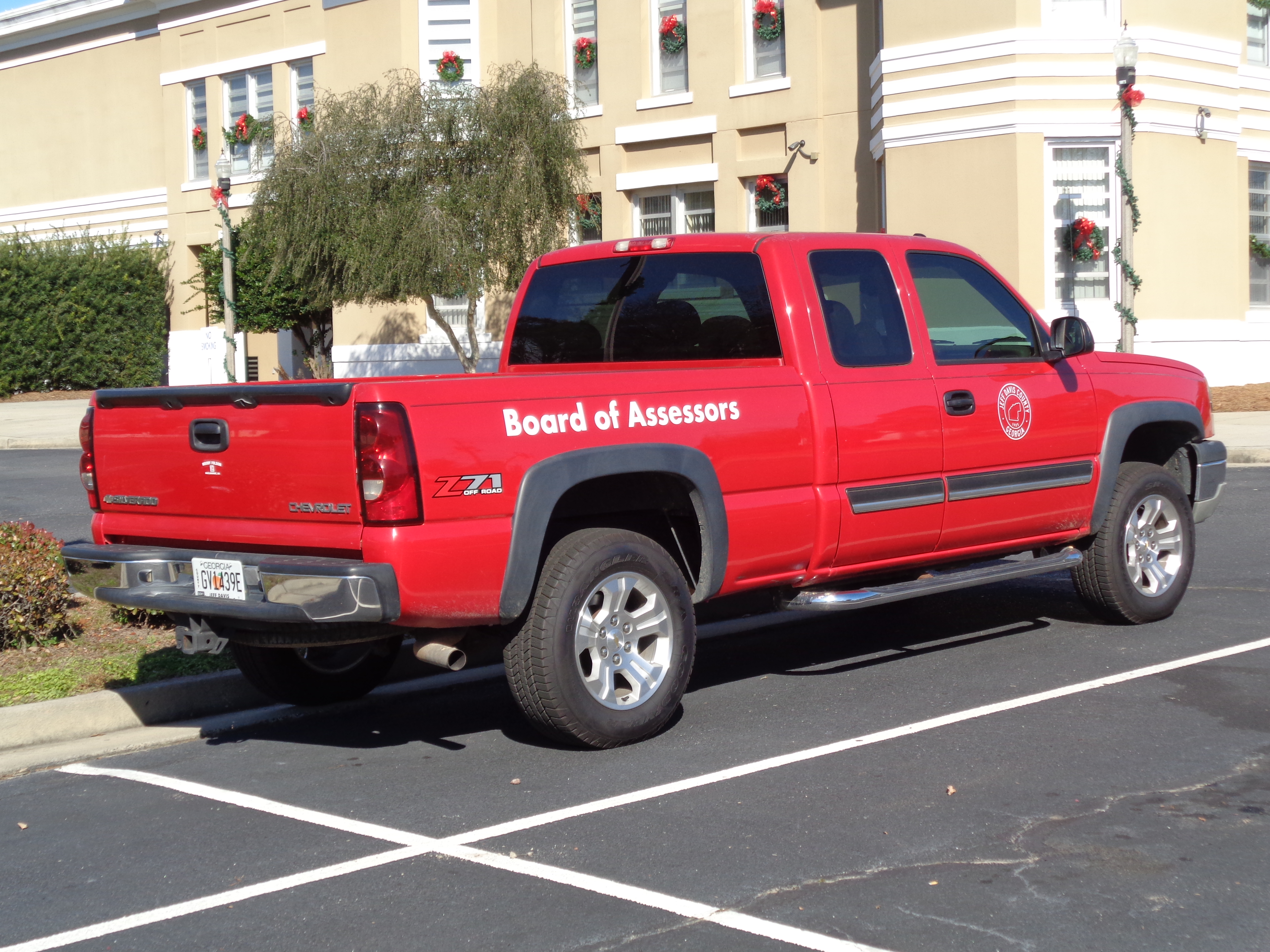
Chevrolet Silverado I - tył

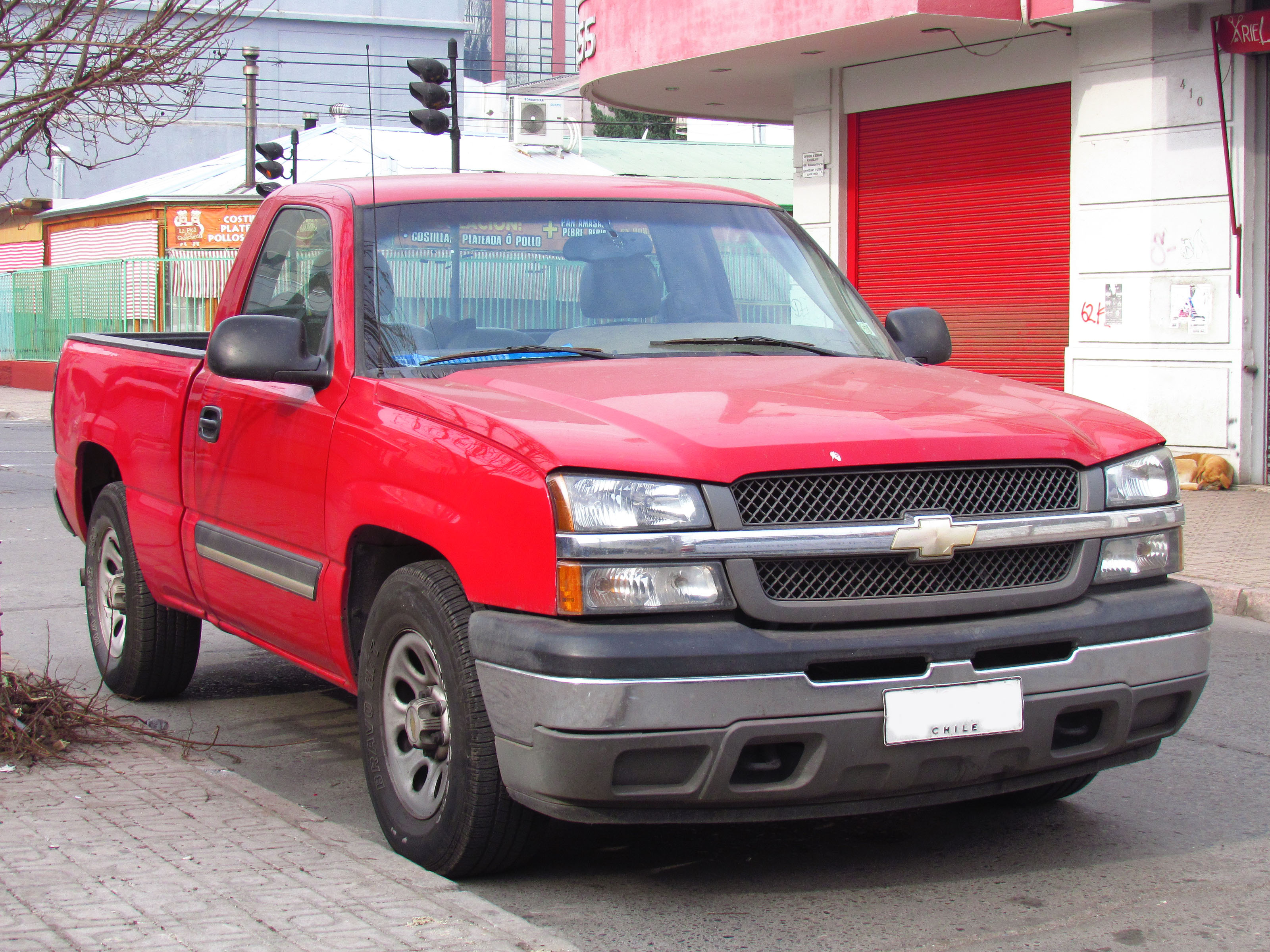
Chevrolet Silverado I po liftingu

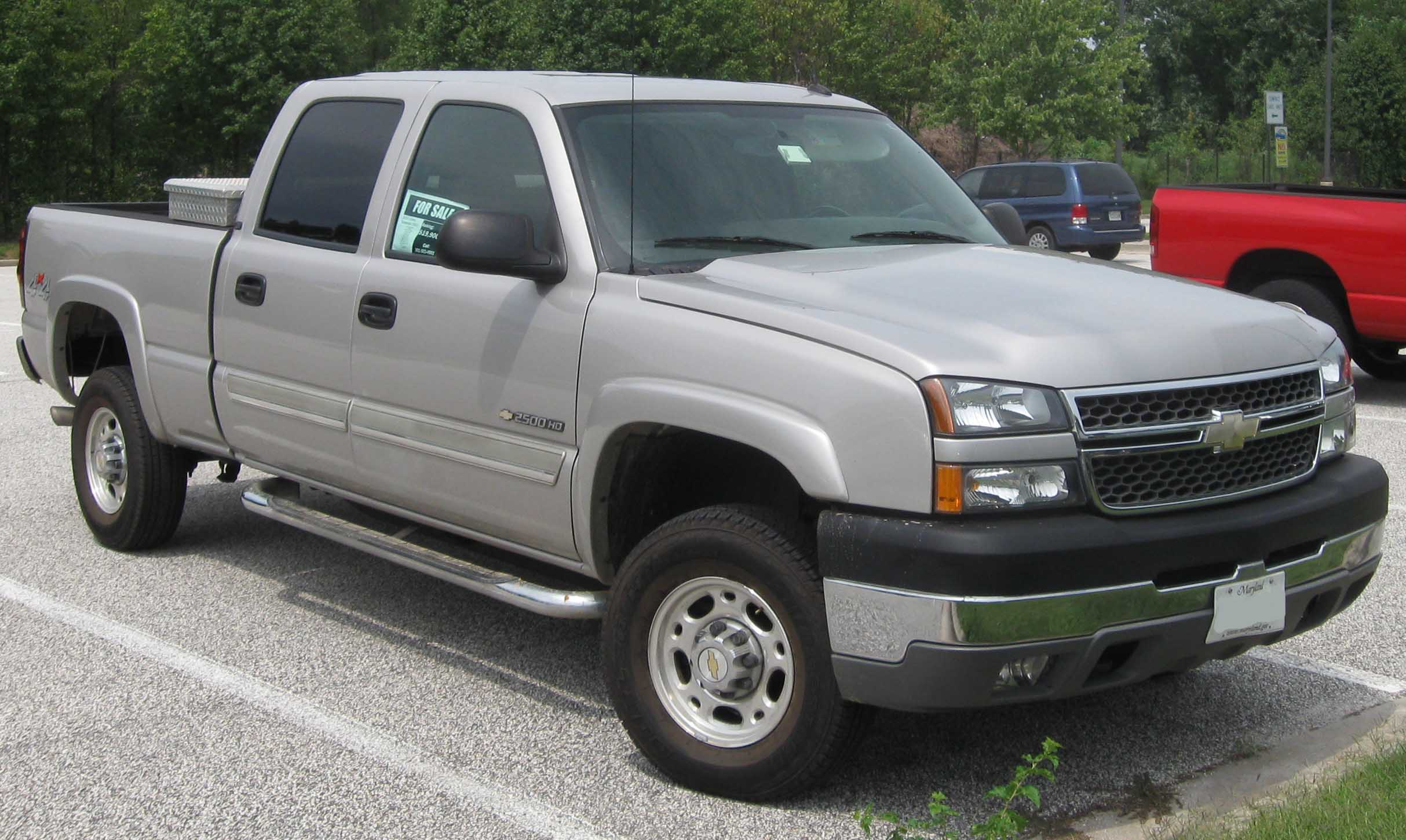
Chevrolet Silverado I HD

Chevrolet Silverado I został zaprezentowany po raz pierwszy w 1998 roku.
W czasie, gdy bliźniaczy model GMC porzucił nazwę C/K już w 1988 roku na rzecz emblematu Sierra, Chevrolet wycofał ją dekadę później na rzecz zupełnie nowego modelu Silverado.
Pierwsza generacja sztandarowego pickupa została oparta na wspólnej z pełnowymiarowymi SUV-ami platformie GMT800, zachowując bliskie pokrewieństwo z modelami Tahoe i Suburban. Pas przedni zyskał identyczne wobec tych modeli, dwuczęściowe, pionowo umieszczone reflektory, które w połowie dzieliła szeroko rozstawiona, chromowana poprzeczka.
Gama odmian Chevroleta Silverado pierwszej generacji składała się z wariantów zarówno o różnym rozstawie osi, jak i różnej wielkości kabiny pasażerskiej oraz różnej dopuszczalnej masie całkowitej. Topową, ciężarową odmianą zostało Silverado HD, czyli Heavy Duty.

### Lifting
W 2002 roku Chevrolet Silverado pierwszej generacji przeszedł obszerną restylizację, w ramach której pas przedni zyskał bardziej agresywnie ukształtowane reflektory i przemodelowaną atrapę chłodnicy wzorem pokrewnego modelu Avalanche.

### Silniki
- V6 4.3l Vortec 4300
- V8 4.8l Vortec 4800
- V8 5.3l Vortec 5300
- V8 6.0l Vortec 6000
- V8 7.4l Vortec 7400
- V8 8.1l Vortec 8100

## Druga generacja

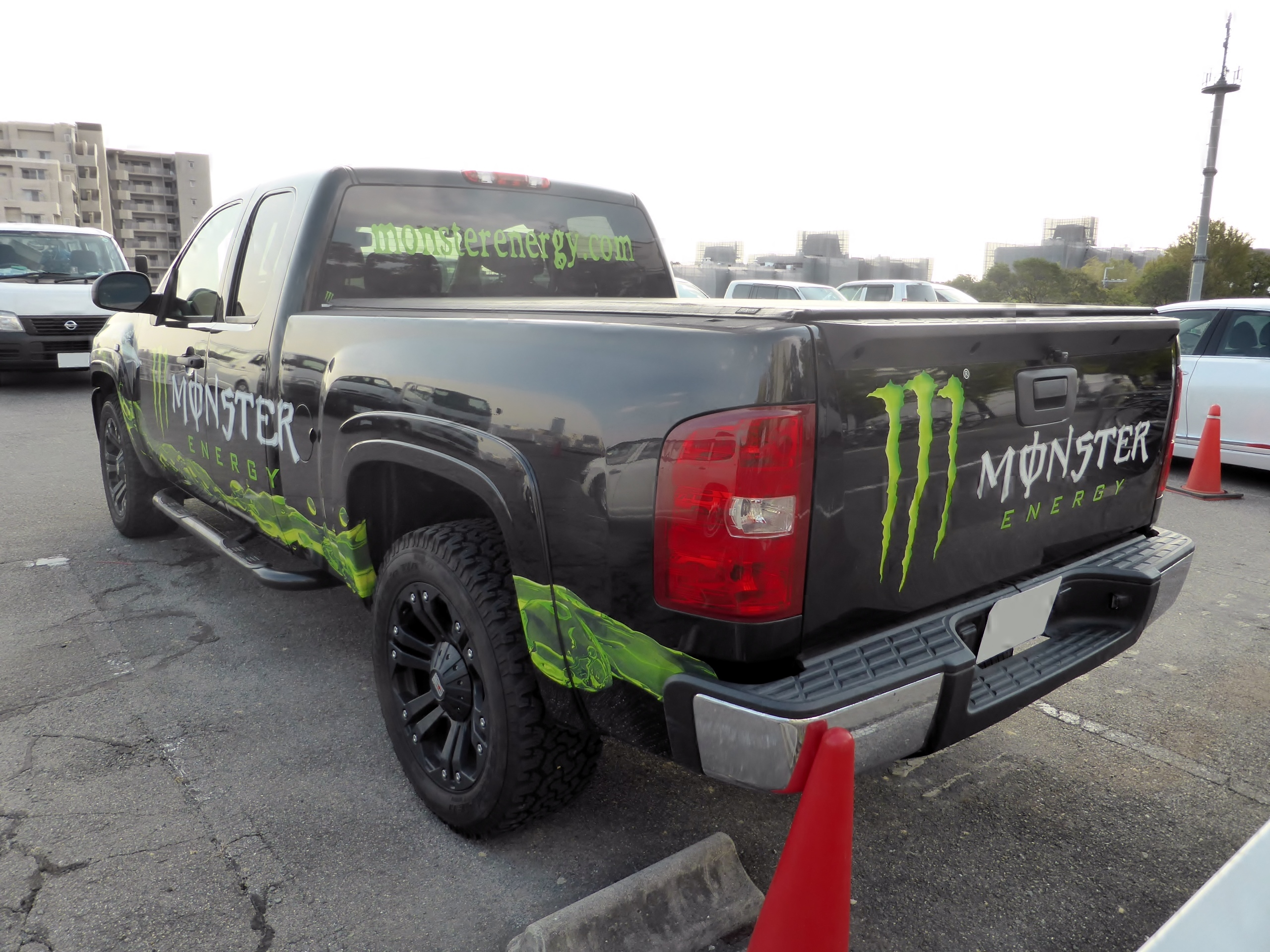
Chevrolet Silverado II - tył

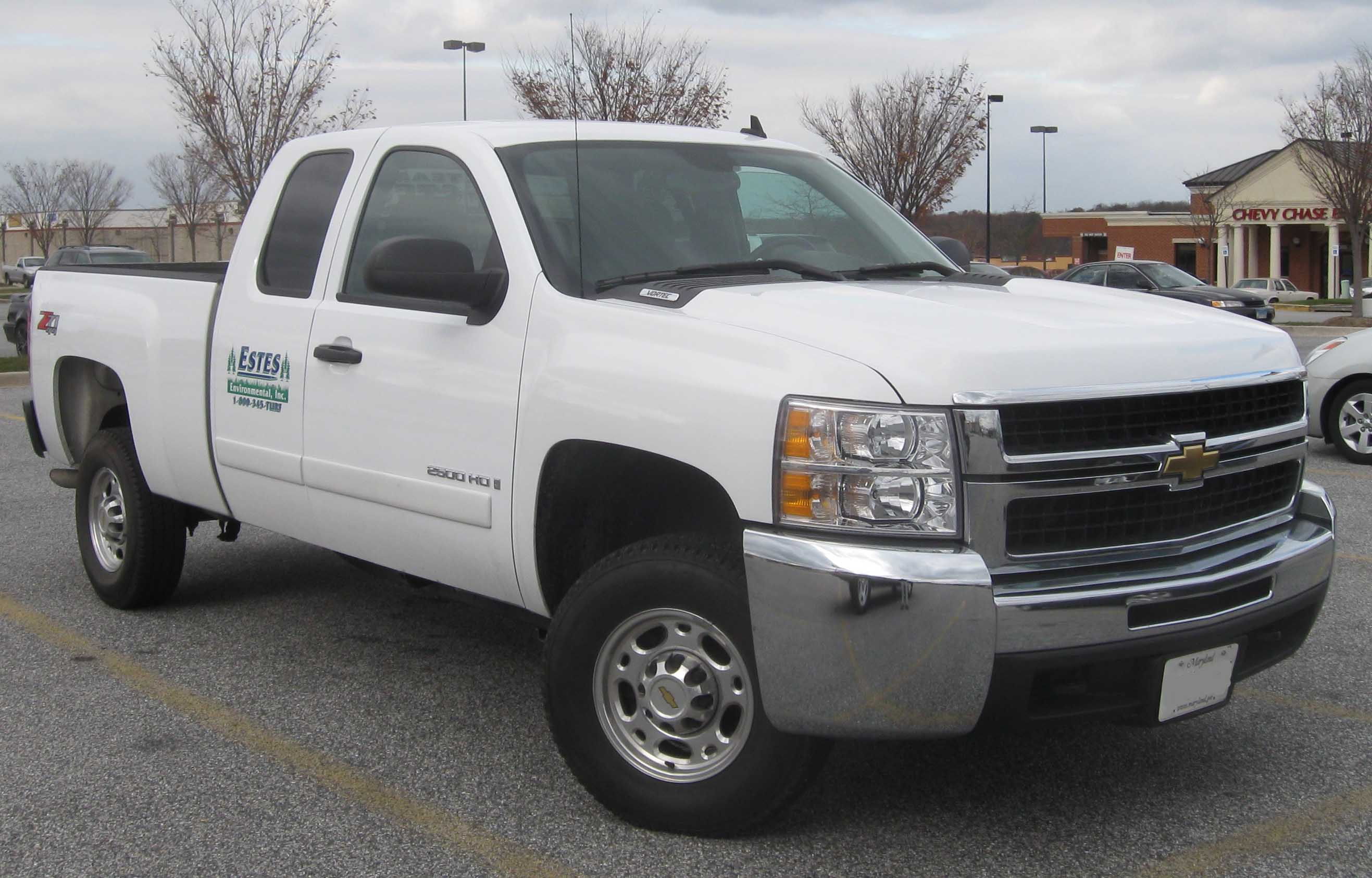
Chevrolet Silverado II HD

Chevrolet Silverado II został zaprezentowany po raz pierwszy w 2006 roku.
Druga generacja Silverado przeszła obszerną modernizację zarówno pod kątem technicznym, jak wizualnym. Samochód powstał na nowej platformie GMT900.
Nowa platforma przyniosła przestronniejszą kabinę pasażerską, a także większy przedział transportowy przy zwiększeniu się przede wszystkim długości nadwozia. Chevrolet zdecydował się zastosować dwa wzory kokpitu, dla topowej odmiany LTZ adaptując ten z modeli Tahoe i Suburban.
Pod kątem stylistycznym druga generacja Chevroleta Silverado zyskała bardziej muskularną sylwetkę z wyraźnie zaznaczonymi nadkolami, kanciastymi reflektorami, a także dużą, prostokątną atrapę wykończoną chromem.
W 2007 roku samochód zdobył tytuł North American Truck of the Year.

### Silniki
- V6 4.3l
- V8 4.8l
- V8 5.3l
- V8 6.0l
- V8 6.2l

## Trzecia generacja

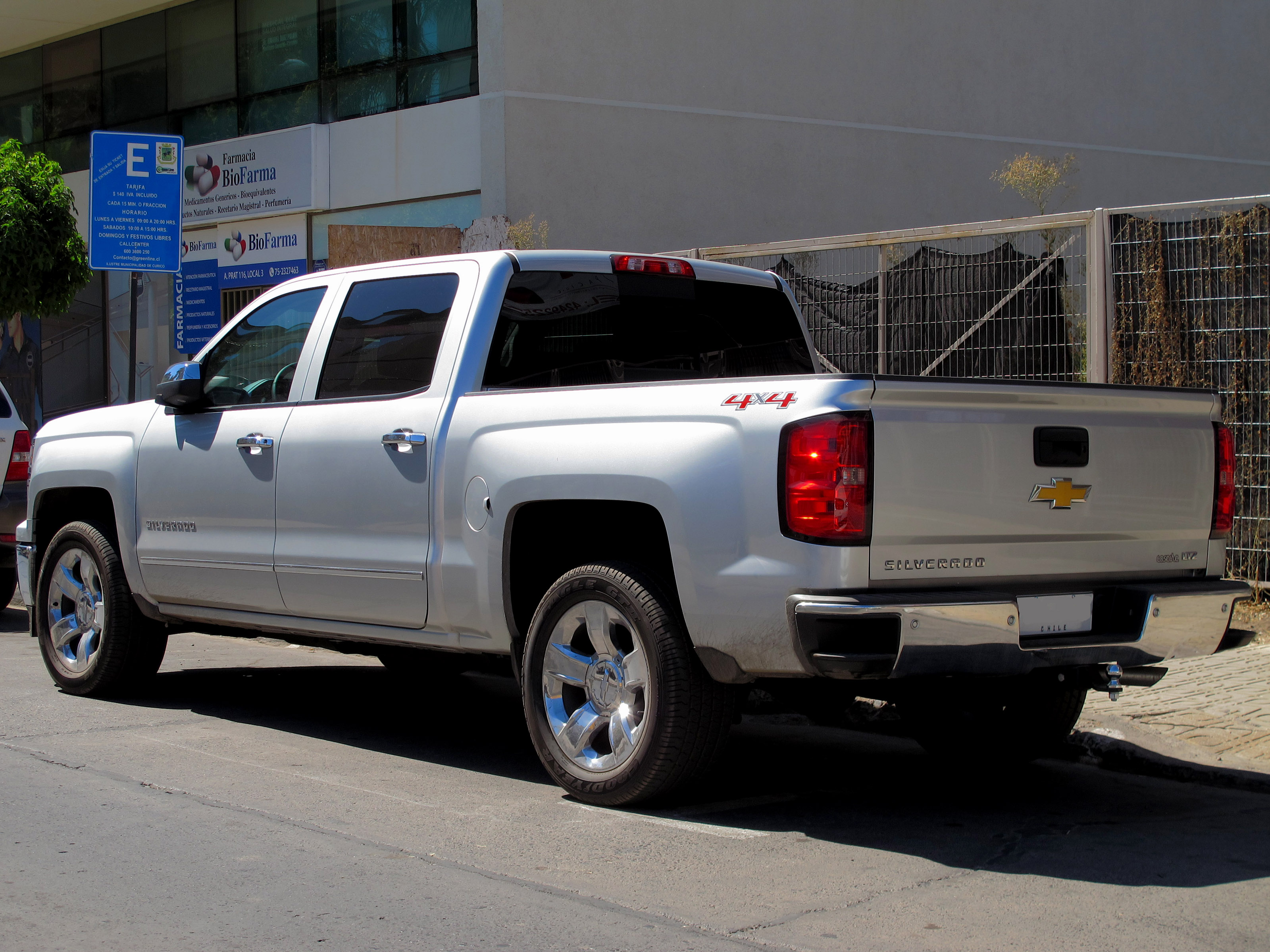
Chevrolet Silverado III - tył

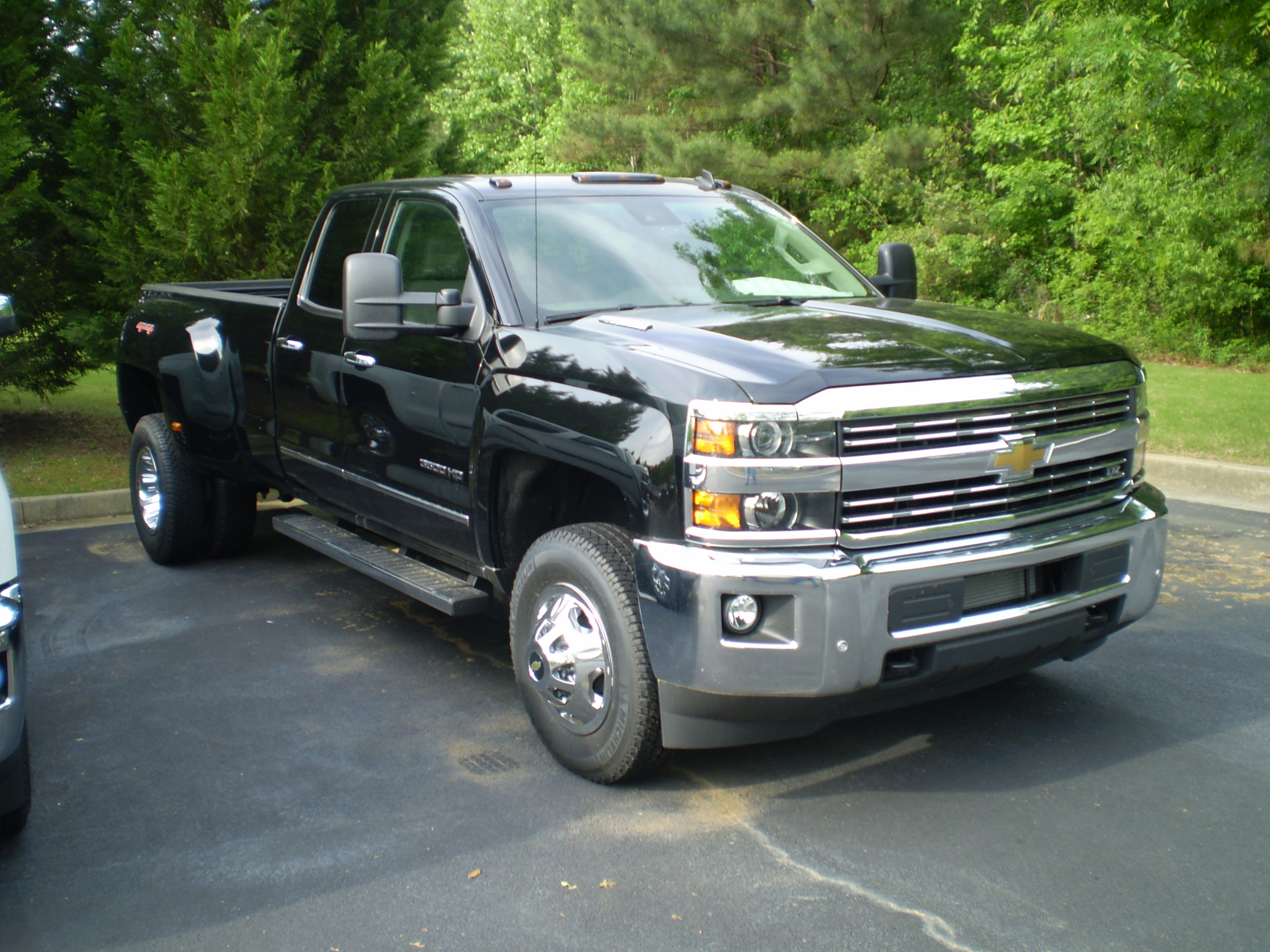
Chevrolet Silverado III HD

Chevrolet Silverado III został zaprezentowany po raz pierwszy w 2012 roku.
Konstruując trzecią generację sztandarowego pickupa, Chevrolet ponownie wykorzystał nową generację platformy przeznaczonej dla pełnowymiarowych SUV-ów General Motors. Większy i nowocześniejszy model powstał w oparciu o architekturę GMTK2XX.
W porównaniu do poprzednika, Chevrolet Silverado trzeciej generacji przeszedł bardziej ewolucyjny zakres zmian. Nadwozie stało się masywniejsze, zyskując wyżej osadzone, kanciaste reflektory i większą, chromowaną atrapę chłodnicy. Po raz pierwszy pojawiło się też opcjonalne oświetlenie LED.
Obszerne modyfikacje przeszła też kabina pasażerska, która zykała bardziej dopracowany kokpit. Poprawiono także wygłuszenie kabiny pasażerskiej i komfort podróży dzięki bogatszemu wyposażeniu standardowemu.

### Silniki
- V6 4.3l EcoTec3
- V8 5.3l EcoTec3
- V8 6.0l EcoTec3
- V8 6.2l Vortec
- V8 6.6l Duramax

## Czwarta generacja

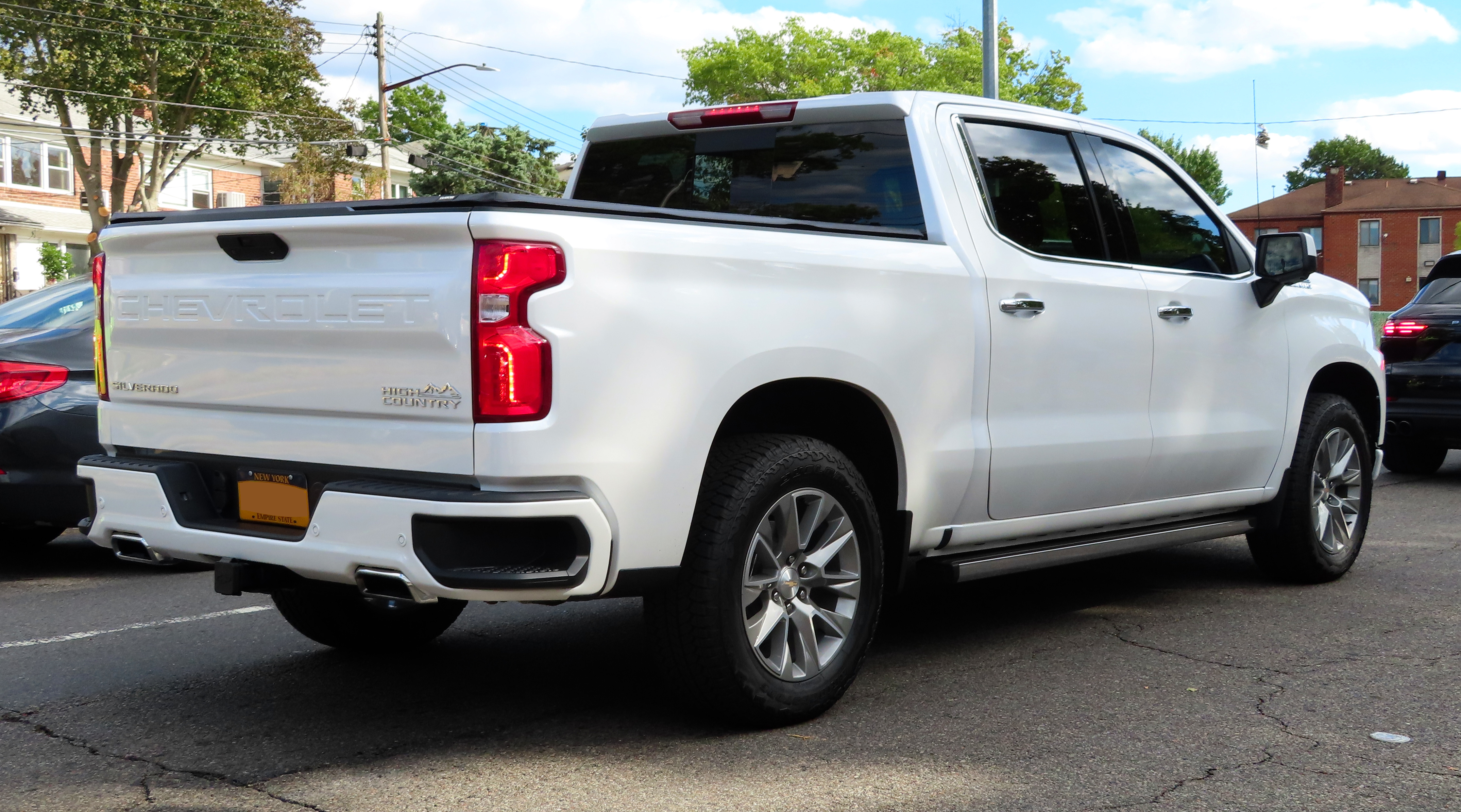
Chevrolet Silverado IV - tył

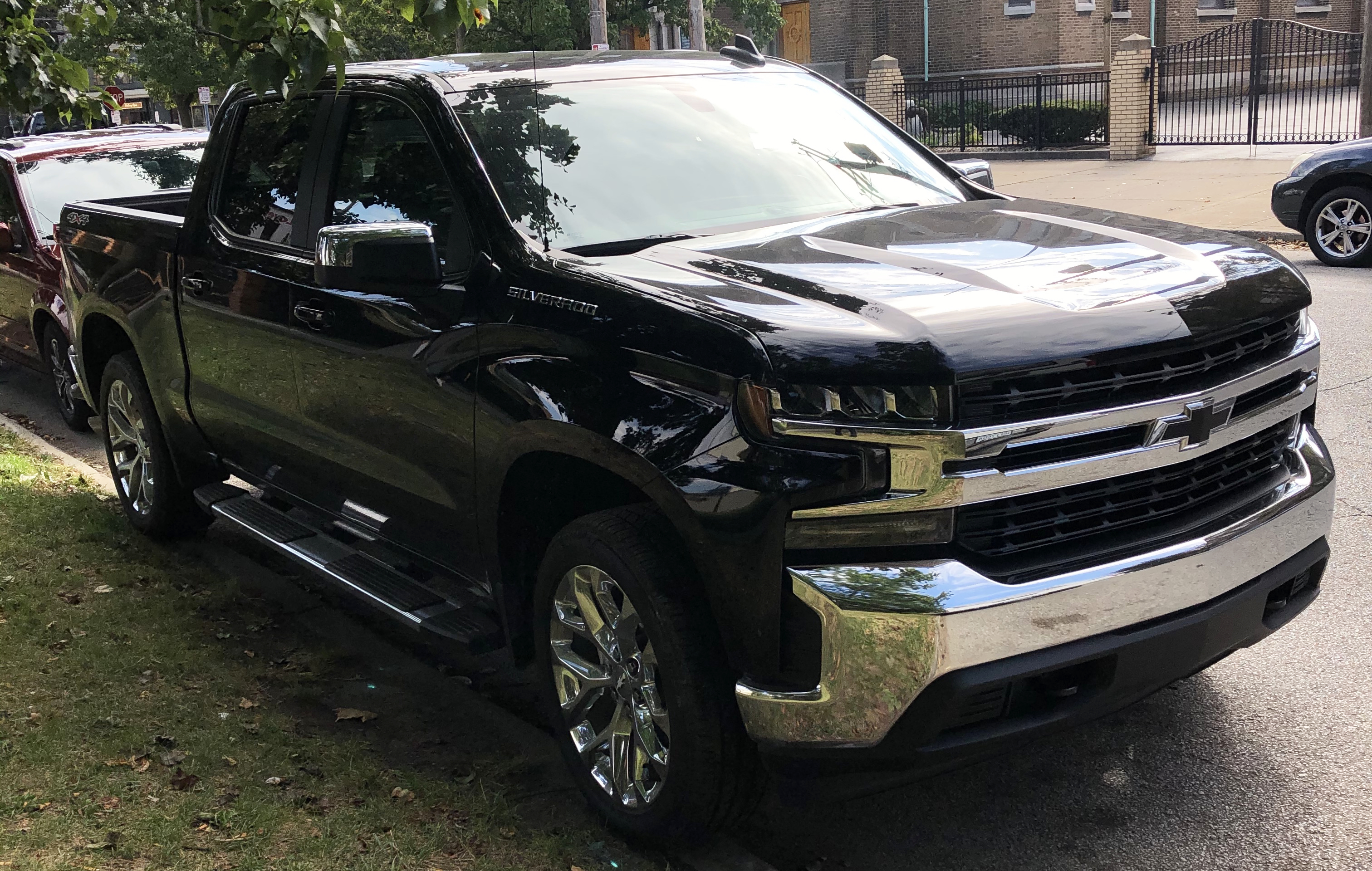
Chevrolet Silverado IV LT

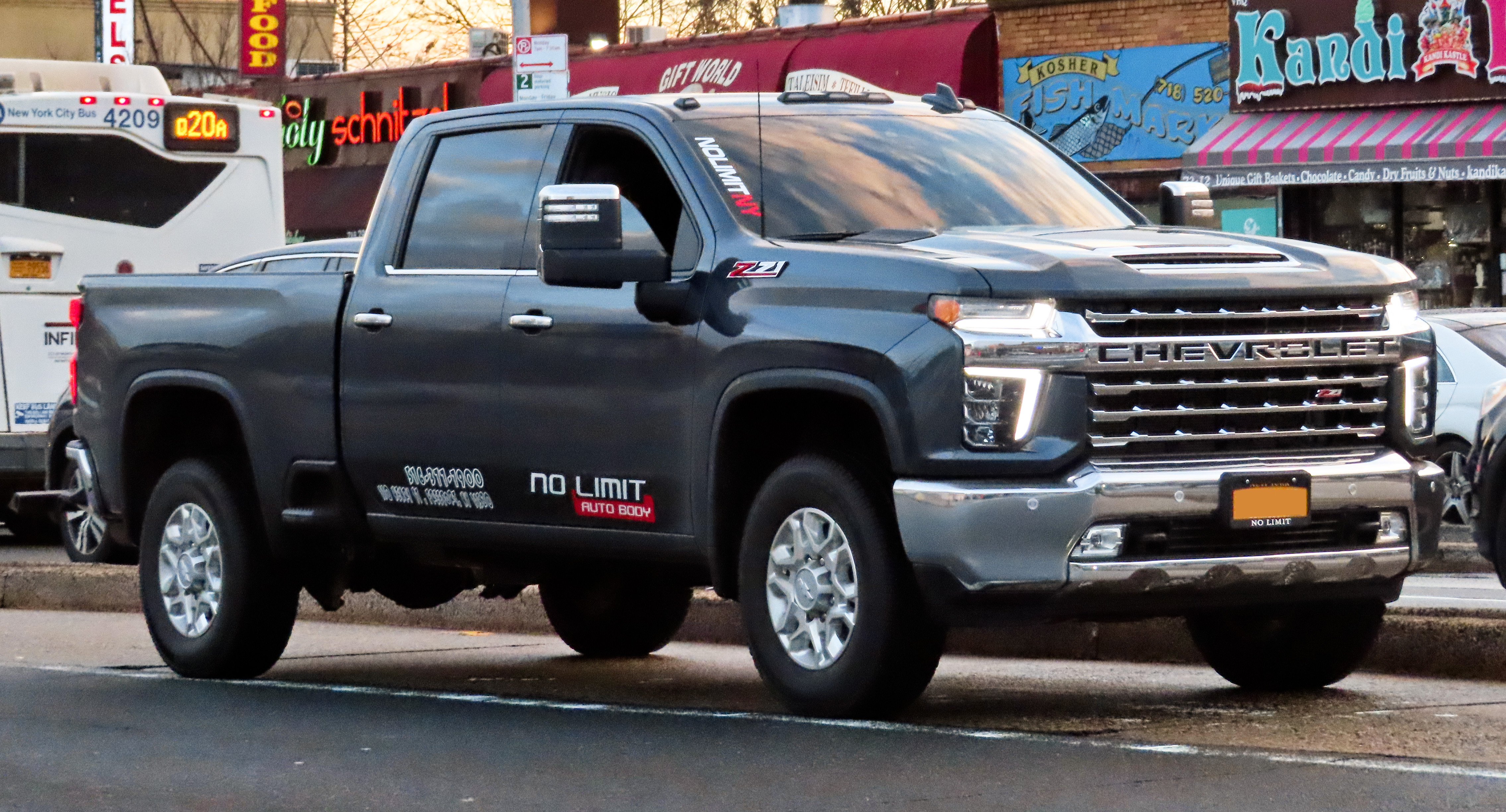
Chevrolet Silverado IV HD

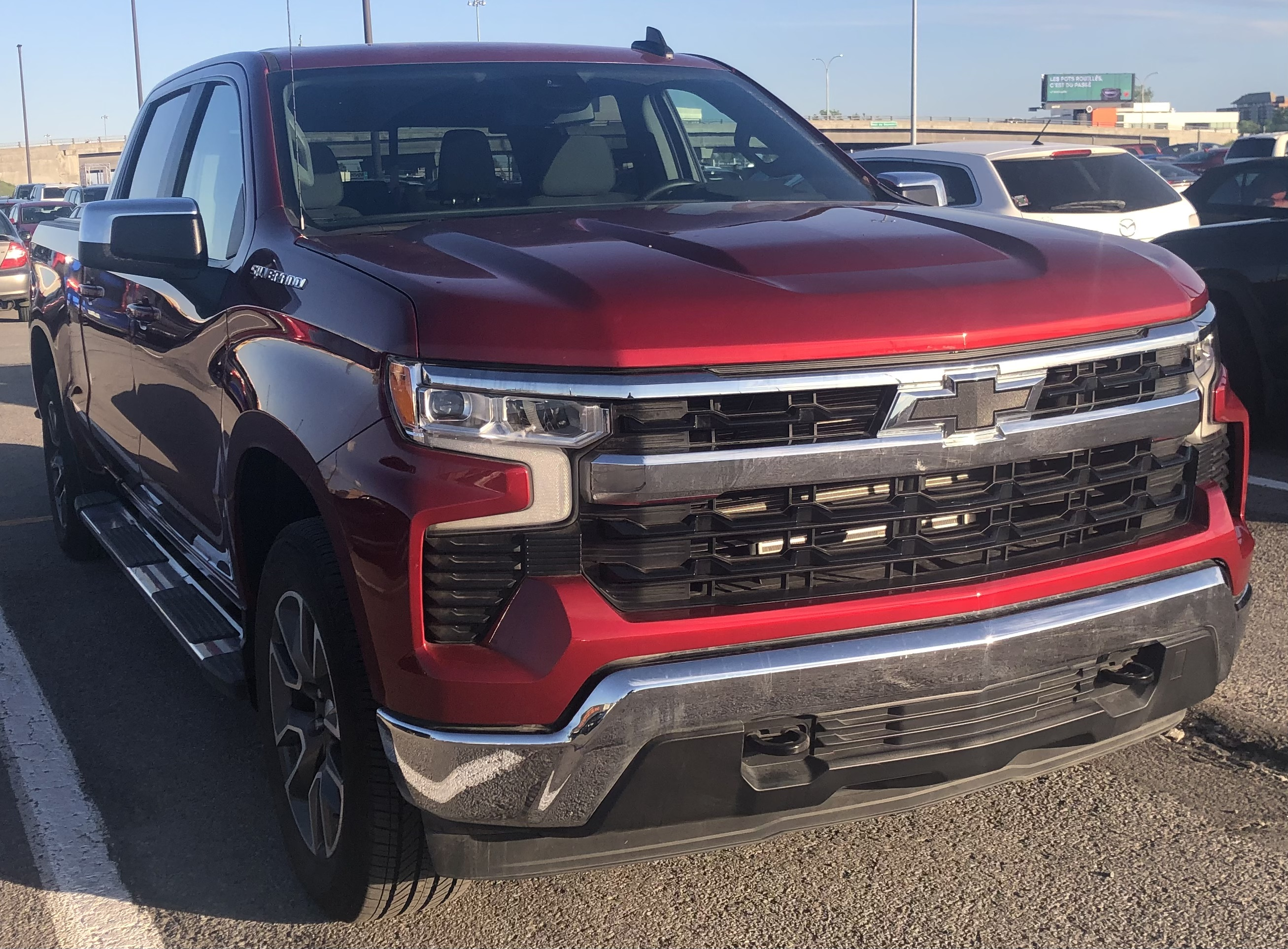
Chevrolet Silverado IV po liftingu

Chevrolet Silverado IV został zaprezentowany po raz pierwszy w 2017 roku.
Czwarta generacja Silverado zadebiutowała jako pierwszy z pełnowymiarowych modeli koncernu General Motors opracowanych na zupełnie nowej platformie GMT T1XX, mając premierę na 4 miesiące przed bliźniaczym GMC Sierra.
Pod kątem stylistycznym samochód zyskał bardziej zaokrąglone nadwozie o bardziej awangardowych proporcjach odchodzących od kantów z poprzednich wcieleń. Z przodu pojawił się duży grill, a także wysoko osadzone, mniejsze reflektory współgrające z diodami LED w kształcie litery C.
Podwozie Silverado zostało wykonane z mieszanki stali i aluminium w celu osiągnięcia bardziej ekonomicznego i dynamiczniejszego napędu. Najmniej zmian pojawiło się w kokpicie, który przeszedł jedynie drobne zmiany wizualne w stosunku do poprzednika i bardziej ekonomicznie ukształtowany tunel środkowy.
Po raz pierwszy w historii linii modelowej Silverado, ciężarowy, bardziej użytkowy wariant Heavy Duty zyskał wyraźnie inny wygląd zewnętrzny. Pojawiły się wyraźnie rozdzielone, podwójne reflektory, a także większa, chromowana poprzeczka z dużym napisem CHEVROLET zamiast logo producenta.

### Lifting
We wrześniu 2021 roku Chevrolet przedstawił Silverado czwartej generacji po kompleksowej restylizacji. Z zewnątrz samochód zyskał przemodelowany pas przedni z węższą chromowaną listwą na przednim zderzaku, która zyskała bardziej regularny kształt. Ponadto, przeprojektowano atrapę chłodnicy, gdzie logo z chromowanej poprzeczki zostało przeniesione na wyższą część wlotu powietrza, wiążąc się także z przemodelowanymi reflektorami.
Najobszerniejsze zmiany przeszła kabina pasażerska, gdzie Chevrolet zdecydował się wycofać dotychczasowy projekt deski rozdzielczej i tunelu środkowego na rzecz zupełnie nowego. Kokpit stał się masywniejszy i bardziej kanciasty, wyróżniając się zastąpieniem dotychczasowych srebrnych wstawek tymi pomalowanymi lakierem fortepianowym. Topowy wariant zyskał także po raz pierwszy cyfrowe, 12,3-calowe zegary, a także 13,4-calowy dotykowy ekran systemu multimedialnego.

### Sprzedaż
Podobnie jak w przypadku dotychczasowych wcieleń pickupa, głównym rynkiem zbytu dla Chevroleta Silverado został rodzimy rynek Stanów Zjednoczonych, jak i sąsiedniej Kanady. Ponadto, samochód trafił do sprzedaży także w państwach Bliskiego Wschodu i Chile, a w Meksyku ponownie zachował on nazwę Chevrolet Cheyenne.
Po raz pierwszy samochód sprzedawany jest także na lewostronnych rynkach Australii i Nowej Zelandii, gdzie dystrybucję uruchomiono w 2020 roku poprzez filię GMSV przekształconą z dawnego Holden Special Vehicles. W tym regionie pojazd nosi nazwę GMSV Chevrolet Silverado.

### Silniki
- L4 2.7l L32B
- L6 3.0l Duramax
- V6 4.3l EcoTec3
- V8 5.3l EcoTec3
- V8 6.2l EcoTec3